# Atheta thujae

Atheta thujae  (лат.) — вид коротконадкрылых жуков из подсемейства Aleocharinae. Канада.

## Распространение
Встречается в провинции Нью-Брансуик (Канада).

## Описание
Мелкие коротконадкрылые жуки, длина тела 2,9 — 3,0 мм. Основная окраска желтовато-коричневая. Большинство взрослых особей этого вида были обнаружены в лиственных и смешанных лесах, а также в гниющих початках кукурузы. Взрослые особи были собраны в апреле-июне.
Вид был впервые описан в 2016 году канадскими энтомологами Яном Климашевским (Jan Klimaszewski; Laurentian Forestry Centre, Онтарио, Канада) и Реджинальдом Вебстером (Reginald P. Webster). Видовое название дано по родовому имени туи западной (Thuja occidentalis), преобладающей в местах сбора типовой серии жуков древесной породы.